# Oslo Lufthavn, Gardermoen
Oslo Lufthavn, Gardermoen (IATA: OSL, ICAO: ENGM) er Norges største lufthavn. Den ligger i Ullensaker kommune, nær Jessheim i landskabet Romerike i Viken fylke, ca. 35 km nordnordøst for Oslos centrum.
Lufthavnen består i dag af én terminal med tre fingre: En for indenrigstrafik, en for udenrigstrafik og en for begge dele. I 2018 havde lufthavnen godt 28,5 millioner passagerer. Lufthavnsterminalen blev udvidet igen i april 2017, hvor en ny terminal blev åbnet. I alt har lufthavnen nu en kapacitet på 32 millioner passagerer.

## Historie
Oprindelig var området som lufthavnen ligger på eksercerplads for kavaleriet. Under 2. verdenskrig byggede den tyske værnemagt en militær lufthavn med hangarer og to landingsbaner. Efter krigen blev den en base for det norske luftforsvar.
I slutningen af 1980-erne begyndte chartertrafik og enkelte langdistanceruter at flytte til Gardermoen for at aflaste den daværende Oslo lufthavn, Fornebu, som havde kapacitetsproblemer og som pga. sin beliggenhed ikke kunne udvides.
I 1988 vedtog Stortinget at bygge en ny hovedlufthavn på halvøen Hurum. Imidlertid viste der sig for store problemer med tåge dér, så Stortinget besluttede den 8. oktober 1992 at den nye hovedlufthavn for Østlandet i stedet skulle bygges i Gardermoen. Byggeriet startede 13. august 1993. Den nye lufthavn blev officielt åbnet 8. oktober 1998, samtidig med at Fornebu blev nedlagt.
Da Gardermoen ligger 50 km fra Oslo centrum blev Europavej E6 mellem Oslo og Gardermoen udvidet, og i 1999 åbnede den nye dobbeltsporede hurtigjernbane, Flytoget og Gardermoen Station (Oslo Lufthavn).
Lufthavnskomplekset dækker et område på 13 km².

## Antal rejsende
| År   | Antal passagerer | Ændring |
| ---- | ---------------- | ------- |
| 2018 | 28,5 milloner    | 3.6%    |
| 2017 | 27,5 milloner    | 6.6%    |
| 2016 | 25,8 millioner   | 4.5%    |
| 2015 | 24,6 millioner   | 1,7 %   |
| 2014 | 24,3 millioner   | 4,8 %   |
| 2013 | 22,9 millioner   | 4,0 %   |
| 2012 | 22,0 millioner   | 4,6 %   |
| 2011 | 21,1 millioner   | 10,6 %  |
| 2010 | 19,0 millioner   | 5,5 %   |
| 2009 | 18,0 millioner   | -6,5 %  |
| 2008 | 19,3 millioner   | 1,6 %   |
| 2007 | 19,0 millioner   | 7,8 %   |
| 2006 | 17,7 millioner   | 11,2 %  |
| 2005 | 15,9 millioner   | 6,7 %   |
| 2004 | 14,9 millioner   | 9,6 %   |
| 2003 | 13,6 millioner   | 1,5 %   |
| 2002 | 13,4 millioner   | −4,3 %  |
| 2001 | 14,0 millioner   | −1,4 %  |
| 2000 | 14,2 millioner   | 0,7 %   |
| 1999 | 14,1 millioner   | –       |

## Transport
Højhastighedstoget Flytoget kører fra Drammen via Oslo S til lufthavnen ved Gardermoen station. Toget kører i 10-minuttersdrift i begge retninger. Gardermoen station betjenes også af lokal- og regionaltog fra NSB.
Der er også busser fra terminalen lige udenfor lufthavnen til Oslo og andre byer og steder i det omkringliggende område.
Motorvej E6 går forbi lufthavnen hvor den sammenflettes med motorvej E16 (Lufthavnvegen), som går imod Oslo Lufthavn, Gardermoen. Lufthavnen har ca. 11.000 parkeringspladser. Nord for sammenfletningen forsætter motorvejen videre i retning mod Hamar, Lillehammer og Trondheim.